# Дзораґюх (Араґацотн)
Дзорагюх (вірм. Ձորագյուղ) — село в марзі Арагацотн, на північному заході Вірменії. Село підпорядковується до сусіднього села Мастара. Село розташоване за 13 км на північ від міста Талін, за 22 км на південний схід від міста Артік сусіднього марзу Ширак, за 1 км на південь від села Цахкасар, за 4 км на південний схід від села Зовасар та за 3 км від села Мастара, яке розташоване на ділянці Талін — Маралік траси Єреван — Гюмрі.